# Tooele
Tooele (engelsk: [tuːˈwɪlə]) er en amerikansk by og administrativt centrum for det amerikanske county Tooele County i staten Utah. I 2000 havde byen et indbyggertal på 22.502.
Tooele, Utah er kendt for at være en meget troende by, med et stort antal af medlemmer af The Church of Jesus Christ of latter-day Saints. Der ligger hele 88 LDS kirker i Tooele County. 
Tooele High School har en buffalo som dyr og har farverne; lilla, hvid og sort. 

## Ekstern henvisning
- Tooeles hjemmeside (engelsk)

40°31′50″N 112°17′55″V / 40.5306°N 112.2986°V